# Меморіал (банк даних)
УБД «Меморіал» (рос. ОБД «Мемориал») — узагальнений електронний банк даних, що містить інформацію про радянських воїнів, загиблих, померлих і зниклих безвісти в роки німецько-радянської війни, а також у післявоєнний період. База даних створена Міністерством оборони Російської Федерації, технічна частина проєкту реалізована корпорацією «Електронний Архів».
З 2007 року проєкт перебуває у відкритому доступі в інтернеті.
Кожен запис в УБД «Меморіал» містить прізвище, ім'я, по батькові, дату народження, дату вибуття і місце народження військовослужбовця (за умови, що всі вони зазначені в документі). Більше того, на сайті викладені відскановані копії всіх вихідних документів, що містять інформацію про персоналії. У них нерідко міститься додаткові дані, в тому числі імена та адреси родичів, яким відсилалася «похоронка». 

## Історія створення
Робота над УБД «Меморіал» розпочата відповідно до Переліку доручень Президента Російської Федерації від 23 квітня 2003 року № пр-698 з питань організації військово-меморіальної роботи в Російській Федерації та Указом від 22 січня 2006 року № 37 «Питання увічнення пам'яті загиблих при захисті Вітчизни».
- У 2006-2008 роках Військово-меморіальним центром Збройних Сил Російської Федерації проведена унікальна за масштабами, технологією та строками виконання робота, в результаті якої створена інформаційно-довідкова система, яка не має аналогів у світовій практиці. Банк даних створений шляхом сканування, обробки та занесення в інформаційно-пошукову інтернет-систему архівних документів, що зберігаються в Центральному архіві Міноборони Росії і у Військово-меморіальному центрі ЗС Росії.

- До 2008-го року в рамках проєкту відскановано і розміщено у відкритому доступі в інтернеті близько 10 мільйонів аркушів архівних документів та понад 30 тисяч паспортів військових поховань. Персональна інформація, що міститься в них, склала понад 20 млн записів (нерідко кілька записів відносяться до однієї й тієї ж людини).

- У 2008 році розпочався другий етап робіт: уточнення інформації щодо конкретних персоналій і об'єднання записів з різних джерел, що відносяться до однієї особи. Завдяки системі зворотного зв'язку користувачі УБД «Меморіал» можуть також повідомляти про помічені неточності в базі або надсилати свої доповнення.

Надалі УБД «Меморіал» планується поповнити інформацією, що стосується загиблих і зниклих безвісти воїнів в період інших військових конфліктів XX століття, що знаходяться на зберіганні в архівах Російської Федерації.

## Проблема обмеження доступу
З 28 січня 2010 доступ до частини інформації про персоналії обмежено у зв'язку з набуттям чинності Федеральних законів від 27 червня 2006 № 152-ФЗ «Про персональні дані» (в ред., Ст.9 і ст.19), а також від 22 жовтня 2004 № 125-ФЗ «Про архівну справу в Російській Федерації» (в ред. Ст.25). Як повідомлялося на сайті УБД, інформація, яка може послужити приводом для приниження гідності особистості, честі і репутації воїнів, замінена на загальні формулювання («відправлений на передову» та інша причина вибуття, смерть), а також обмежений доступ до перегляду електронних копій документів, на яких, крім конкретно розшукуваного воїна можна побачити інформацію про інших людей з зазначеними вище причинами вибуття.
Ця міра викликала широке обговорення, незабаром на сайті Солдат.ru опубліковано лист Президенту РФ Д. А. Медведєву з проханням розібратися в ситуації і відновити доступ користувачів до відомостей ОБД. Лист підписаний користувачами з Росії, країн СНД і Балтії, родичами загиблих і зниклих безвісти воїнів, представниками громадськості. Під листом на сайті Солдат.ru, а також на форумі сайту ВГД залишено кілька тисяч підписів, лист також розміщено в блозі Президента.
9 лютого 2010 року у програмі новин телеканалу НТВ показано сюжет про закриття частини інформації в УБД «Меморіал»; в інтерв'ю кореспонденту НТВ начальник Управління Міністерства оборони РФ з увічнення пам'яті загиблих при захисті Вітчизни Олександр Кирилов повідомив, що протягом лютого управління планує розібратися із ситуацією, оскільки «не для того база даних створювалася, щоб її мати і закрити».